# День почитания старших
День почитания старших (яп. 敬老の日 кэйро:-но хи) — ежегодный японский праздник. Отмечается каждый третий понедельник сентября. С 1965 года имеет статус государственного. В этот день пожилым людям дарят подарки и выражают благодарность за их заслуги перед страной.
Первоначально идея праздника появилась в 1947 году в префектуре Хёго, откуда начиная с 1950 года распространилась на другие районы Японии. Изначально праздник называли «День престарелых». В 1965 году праздник получил своё теперешнее название и государственный статус.
До 2003 года «День почитания старших» отмечался ежегодно 15 сентября.